# Albin Pötzsch

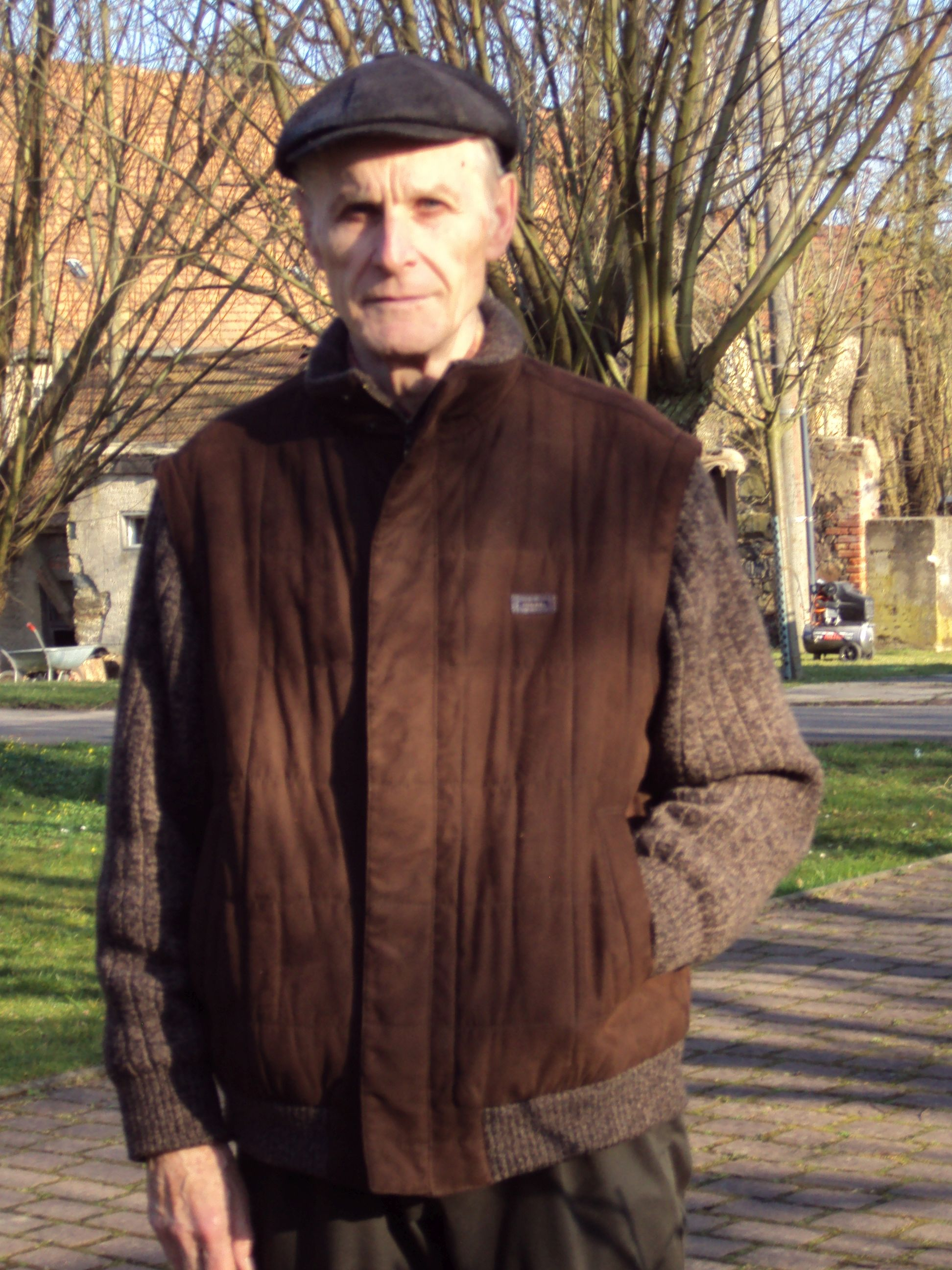
Albin Pötzsch 2015 vor seinem Wohnsitz im Wiesengrund

Albin Pötzsch (* 29. Oktober 1935 in Kölsa bei Bad Liebenwerda; † 22. Oktober 2019 in Coswig) war ein deutscher Schachjournalist.

## Schachjournalist
Bereits als Teenager begann Pötzsch, sich im Schach journalistisch zu betätigen. Seine erste Übersetzung einer kommentierten Partie erschien Anfang 1951 in der in Berlin-Frohnau herausgegebenen Zeitschrift Der Schachspiegel.
Er redigierte eine Schachkolumne in der Märkischen Volksstimme und anderen lokalen Zeitungen.
Seit den 1950er Jahren schrieb er regelmäßig Beiträge für die Zeitschrift Schach-Echo und nach deren Übernahme für Schach-Magazin 64. Auch in Schach veröffentlichte er regelmäßig Beiträge.
1975 bis 2017 redigierte Pötzsch sehr erfolgreich den von Berthold Koch unter dem Namen „Wir lehren Schach“ gegründeten Kombinationsteil der Zeitschrift Schach, der unter Kurt Richter unter dem Titel „Schach lehrt Schach – Hohe Schule der Kombination“ aufblühte (Wolfgang Weber) und durch den plötzlichen Tod von Werner Golz vakant wurde. Aus diesen Beiträgen entstand analog zum noch unter Golz herausgegebenen Bestseller Schönheit der Kombination sein Meisterwerk Spaß am Kombinieren, das in drei Auflagen und zwei Verlagen erschien.
In seinem Spätwerk Begebenheiten am Schachbrett gab Pötzsch ausgewählte Geschichten von und über Schachspieler aus seinen Beiträgen in Schach-Magazin 64 heraus.

## Privat
Nachdem Pötzsch 1961 aus der Meißner DDR-Liga-Mannschaft ausgeschieden war, spielte er noch einige Jahre im begrenzten Umfang Fernschach. Aus beruflichen und familiären Gründen gab er schließlich Schach als Turnierspiel zugunsten seiner nebenberuflichen journalistischen Arbeiten auf.
Gemeinsam mit seiner Frau Edith arbeitete er als Dozent für deutsche Sprache und Literatur sowie Filmgeschichte an der Fachschule beim Ministerium für Kultur in Siebeneichen.

## Publikationen
- Albin Pötzsch: Spaß am Kombinieren., Sportverlag, Berlin, 1986, ISBN 3-328-00124-7.
- Carsten Sicora (Hrsg.): Begebenheiten am Schachbrett., Berek-Verlag, Potsdam, 2018.